# Опреснительная станция в Эйлате
Опреснительная станция в Эйлате (район Сабха) — первый завод по опреснению воды, построенный в Израиле. Расположен в 10 километрах севернее Эйлата возле Кибуца Эйлот.
Завод состоит из трёх опреснительных установок. Две опресняют солоноватую воду. Одна опресняет воду Красного моря.

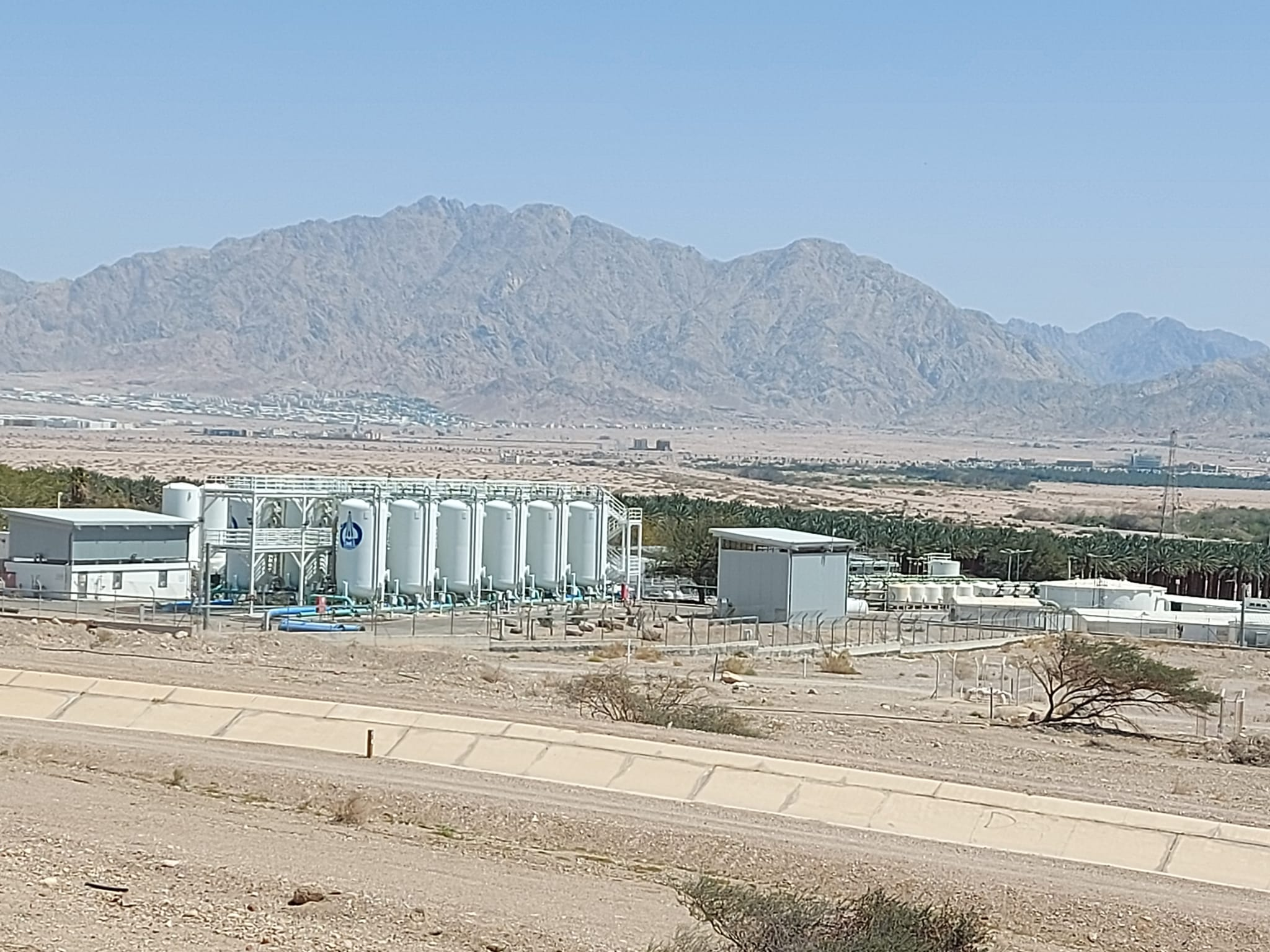
Опреснительная станция в Эйлате

## Предыстория
Город Эйлат всегда страдал от нехватки воды со дня основания, к тому же из-за удаленности от центра страны он не подключён к системе водоснабжения страны. Количество атмосферных осадков очень низкое. Поэтому столь было важно для города строительство завода по опреснению воды.

## История
Начало строительства опытной установки началось 30 марта 1961 года.
Метод опреснения замораживанием был разработан в 1958 году Александром Зархином
Строительство предприятия осуществлялось инженерным опреснительным управлением, поставка воды компанией Мекорот.
Опреснительная установка начала поставлять воду в Эйлат в июне 1964 года, но после трёх лет работы её эксплуатация была прекращена из-за низкой рентабельности.

### 1965—1975
В это же время в Эйлат поступала вода, опреснённая другими методами. Так, в 1965 году была установлена опреснительная станция работающая по методу Многостадийной флеш дистилляции. В 1971 году станция была расширена и её мощность достигла 7000 кубических метров воды в день.
В том же году Инженерное опреснительное управление начало работать над созданием опреснительной станции, работающей по методу Многоступенчатой дистилляции.
Станция начала работать в 1974 году поставляя в Эйлат 3700 кубических метров воды в день.

### 1975—2000
После удачных опытов опреснения методом обратного осмоса, в 1977 году была введена в действие первая установка будущей эйлатской опреснительной станции под названием «Сабха 1». Предприятие опресняло солоноватую воду в районе сабхи в 20 км от города и со временем заменило опреснительные установки, опресняющие воду другими методами, так как оказались более дорогими.
В 1992 году была построена опреснительная установка «Сабха 2». Обе установки давали городу 36000 кубометров воды в день.
В 1997 году был введён в действие первый в Израиле завод по опреснению морской воды «Сабха 3».